# Lotsenbrüderschaft Elbe

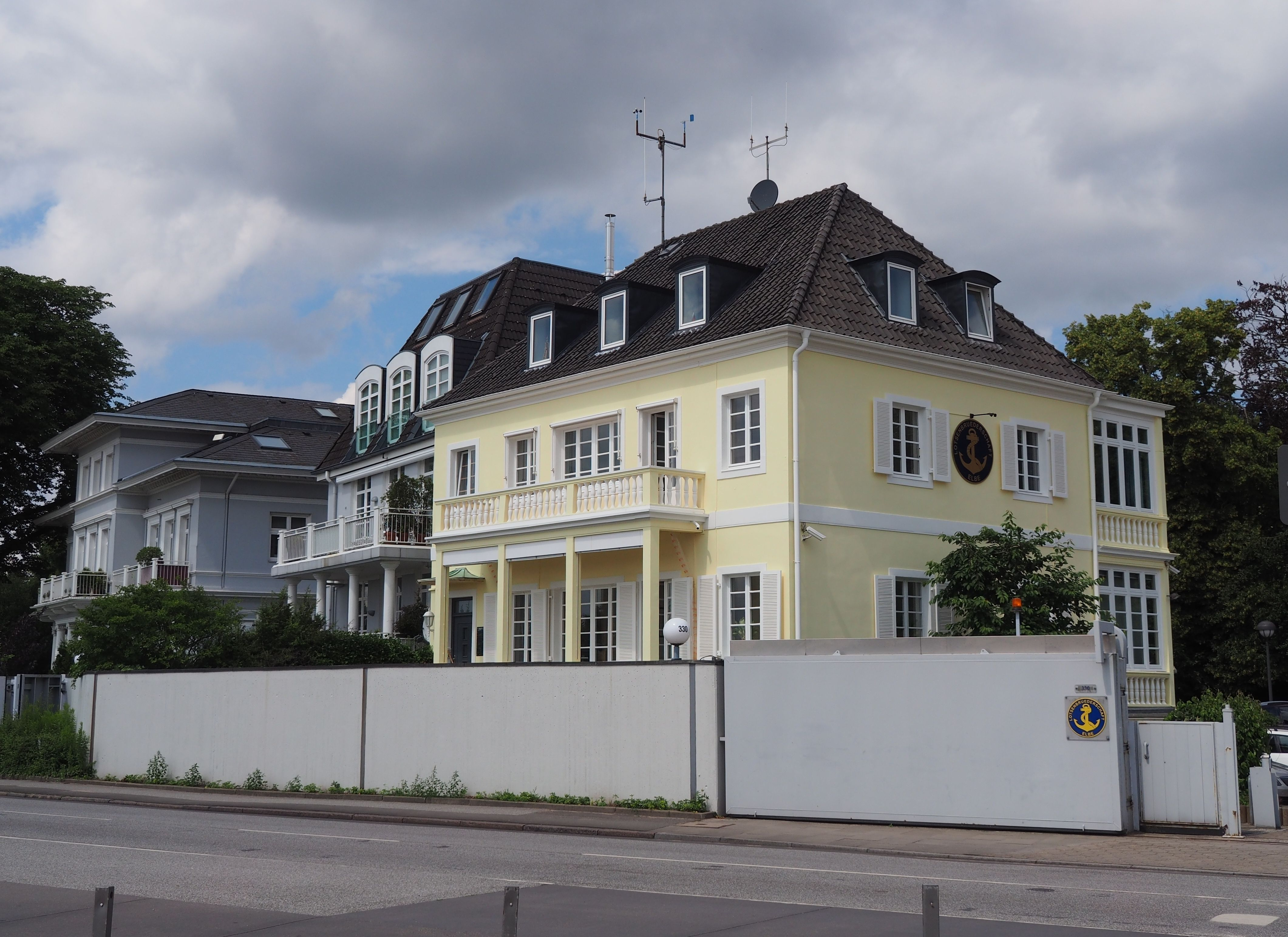
Das Lotsenhaus an der Hamburger Elbchaussee

Die Lotsenbrüderschaft Elbe mit Sitz an der Elbchaussee in Hamburg-Nienstedten bei Teufelsbrück ist die größte und zugleich eine der ältesten Lotsenbrüderschaften der Welt. Die Lotsenbrüderschaft Elbe führt alle Lotsungen im Gebiet zwischen der Deutschen Bucht und Teufelsbrück sowie in den Häfen von Cuxhaven, Brunsbüttel und Stade durch. Die Elblotsen sind unabhängige, sach- und ortskundige Berater der Kapitäne bei ihrer Fahrt auf der Elbe.

## Lotsdienst

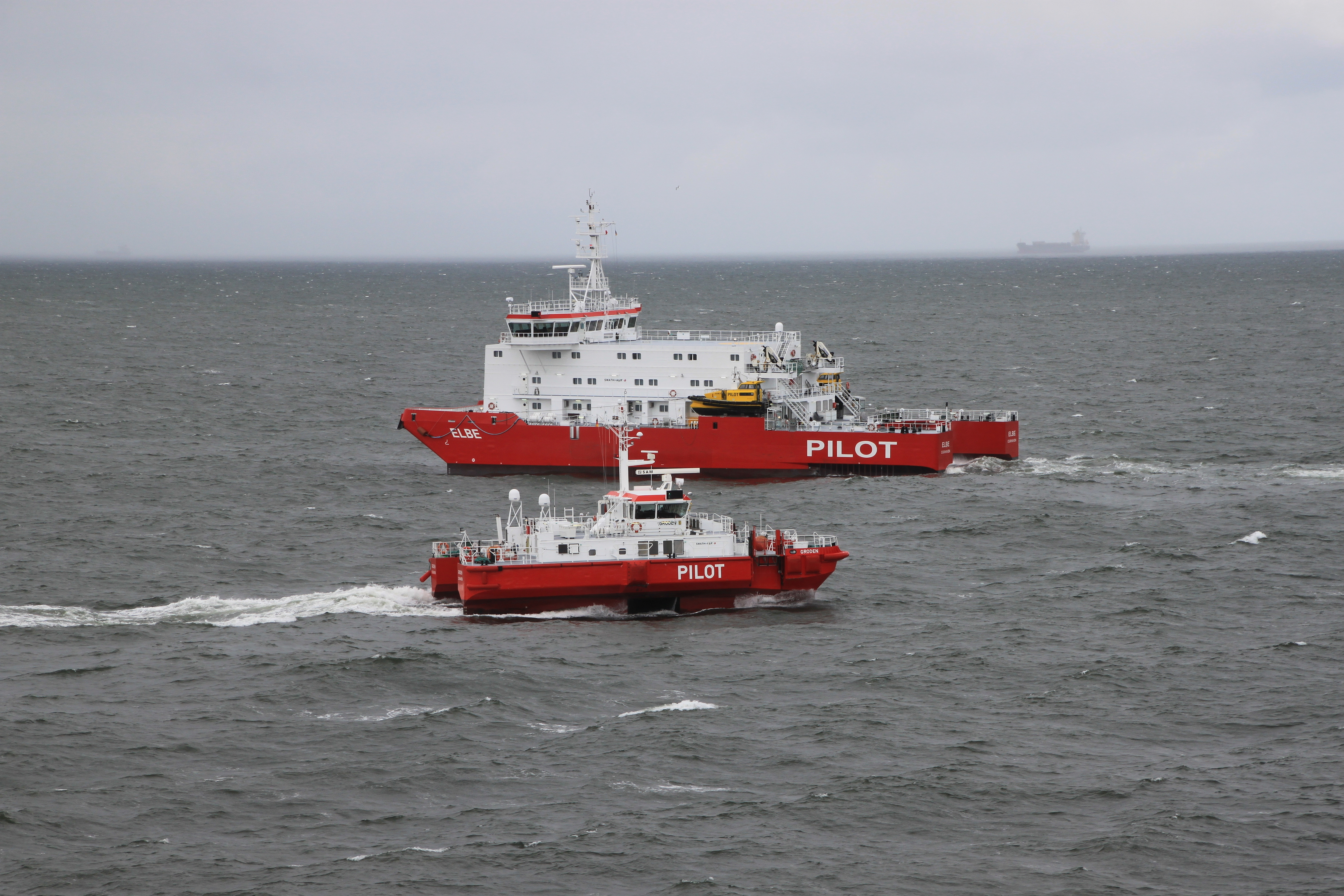
Stationsschiff Elbe und Lotsentender Groden

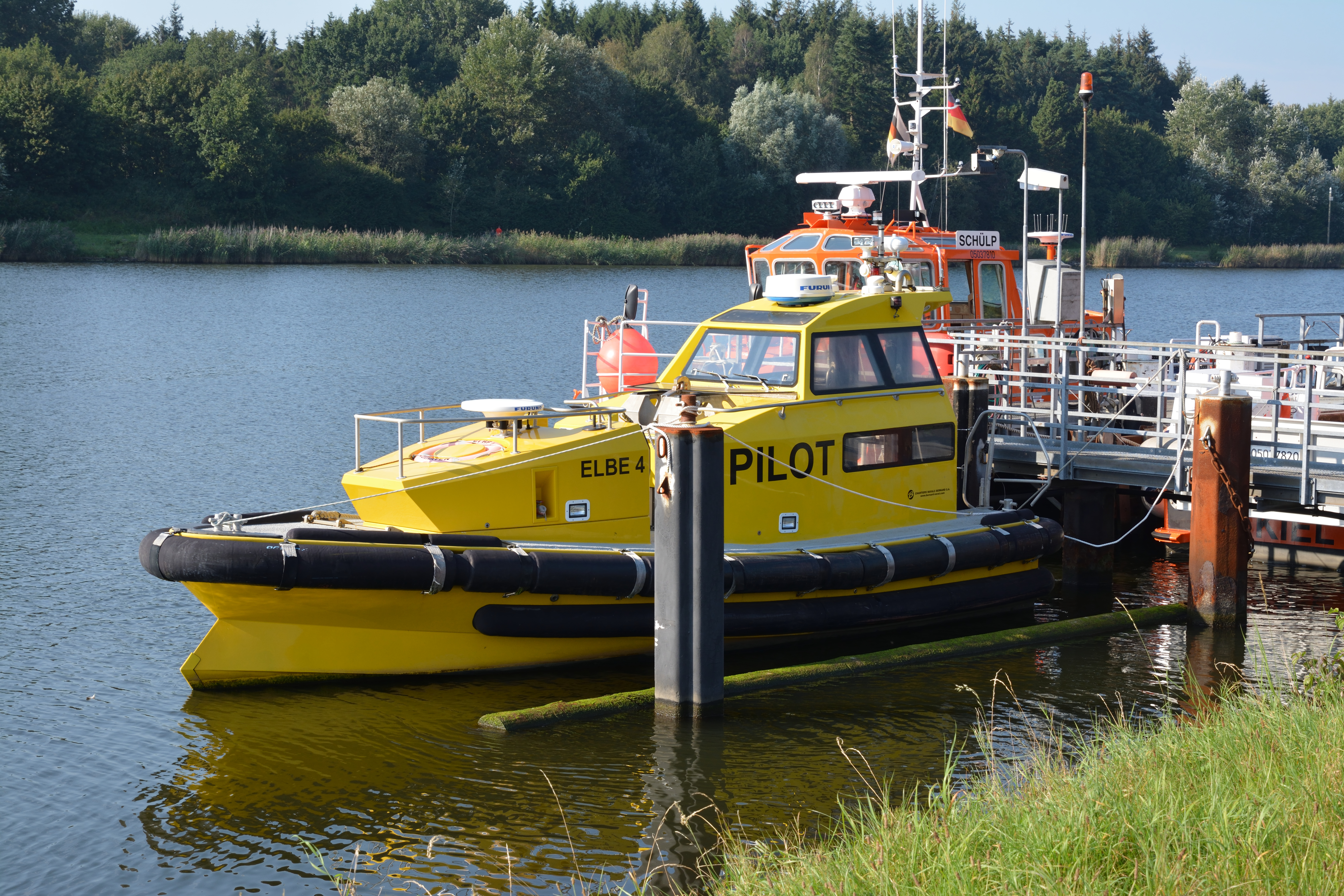
Lotsenversetzboot Elbe 4

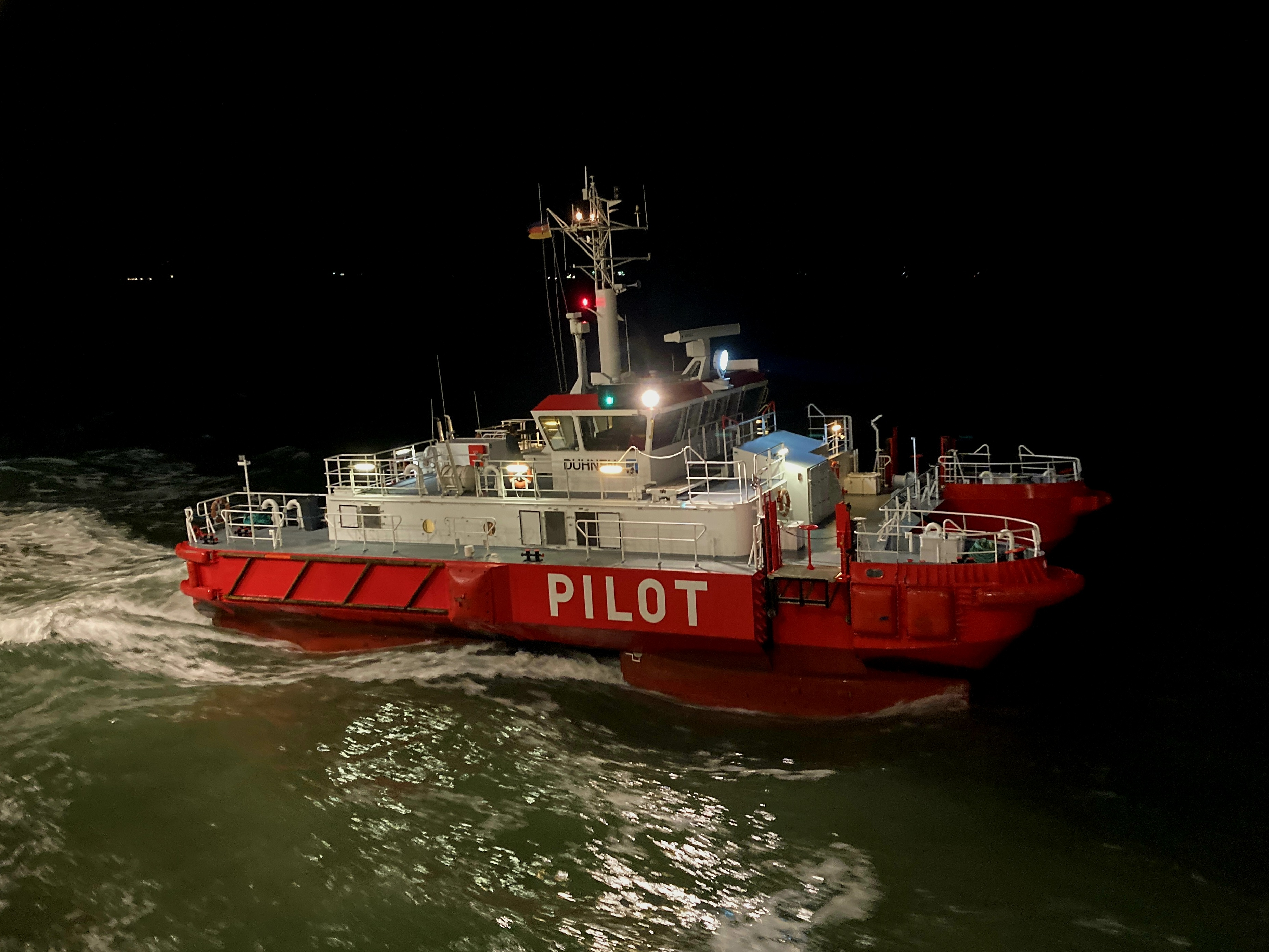
SWATH-Tender "DUHNEN"

Je nach Schiffsgröße lotsen die Elblotsen Schiffe  Deutschen Bucht elbaufwärts ab Tonne E1, beziehungsweise ab der Linie Tonne E3/Schlüsseltonne. Für die Einfahrt in den Hamburger Hafen übergeben die Elblotsen die Schiffe auf Höhe ihrer Lotsenstation bei Hamburg-Teufelsbrück an die Hamburger Hafenlotsen. Aus dem Hamburger Hafen ausfahrende Schiffe übernehmen die Elblotsen bei Teufelsbrück von den Hafenlotsen und begleiten sie je nach Zielhafen in die Deutsche Bucht oder zum Nord-Ostsee-Kanal. Bei Fahrten in den Nord-Ostsee-Kanal übergeben die Elblotsen die Schiffe auf der Reede vor Brunsbüttel an die Lotsen der Lotsenbrüderschaft Nord-Ostsee-Kanal I. Schiffe, die aus dem Nord-Ostsee-Kanal kommen, werden von den Elblotsen aus der Schleuse in Brunsbüttel gelotst. Die Lotsenbrüderschaft unterhält für ihre Tätigkeit drei Lotsenstationen in Hamburg, Brunsbüttel und Cuxhaven sowie eine Seestation an Bord des Stationsschiffes Elbe bei der gleichnamigen Leuchttonne. Alle Stationen sind rund um die Uhr besetzt.
Auf Anforderung besetzen die Elblotsen die nach Hamburg bestimmten Schiffe bereits im letzten Abgangshafen. Dann führen sie aber keine Überseelotsungen durch, sondern beraten den Kapitän auf den Zulauf nach Hamburg. Dadurch können etwa bei schlechtem Wetter mögliche Wartezeiten in der Deutschen Bucht wegen Einstellen des Versetzbetriebes vermieden werden und die Schiffe direkt aufkommen.
Der Lotsenbrüderschaft Elbe gehören rund 300 Lotsinnen und Lotsen an. Alle Elblotsen sind erfahrene Nautiker mit dem höchsten nautischen Befähigungszeugnis (vormals: Patent für die Große Fahrt). Darüber hinaus haben sie eine spezielle Ausbildung für den Lotsenberuf absolviert und verfügen über besondere Kenntnisse ihres Lotsreviers. Elblotsen sind keine Angestellten des Bundes oder der Länder, sondern nicht gewerblich tätige Freiberufler, die entsprechend dem Seelotsgesetz eine Lotsenbrüderschaft bilden. Als Körperschaft des öffentlichen Rechts nimmt die Lotsenbrüderschaft im Auftrag des Bundes hoheitliche Aufgaben wahr. Damit sind die Elblotsen Teil des „Sicherheitskonzeptes Deutsche Küste“. Durch ihre Beratung der Kapitäne im öffentlichen Auftrag tragen die Elblotsen maßgeblich zur Sicherheit auf der Elbe bei.
Neben den Elblotsen gibt es in Deutschland sechs weitere Seelotsenbrüderschaften und zwei Hafenlotsenbrüderschaften. Gemeinsame Interessenvertretung ist die Bundeslotsenkammer, in der die Brüderschaften durch ihre Älterleute vertreten werden.

## Geschichte
Schon im 13. Jahrhundert gab es Lotsen auf der Unterelbe. Die ersten Lotsen waren Fischer von Helgoland und Neuwerk, die sich mit den Strömungsverhältnissen in der Elbe und ihrem Mündungsgebiet gut auskannten und so Schiffe sicher durch die gefährliche Unterelbe lotsen konnten. 1656 wurde in Hamburg eine eigene Pilotage-Ordnung erlassen, die das Lotswesen auf der Elbe regelte. Sie schrieb vor, dass alle Lotsen examiniert sein und von der Hamburger Admiralität vereidigt werden mussten. Die Lotsordnung legte außerdem fest, dass auf der Außenelbe stets zwei Lotsenboote bereitzuliegen hatten.
Ab dem 18. Jahrhundert schlossen sich die selbständigen Lotsen in Hamburg zu Vereinigungen zusammen um den Lotsbetrieb zu vereinheitlichen und feste Reihenfolgen (Bört) für ihre Lotsungen festzulegen. Wildes Lotsen ist in Hamburg seit 1756 ausdrücklich verboten.
1900 gründeten die Cuxhavener Lotsen den Verein der Cuxhavener Lotsenschaft. 1942 entstand hieraus die Lotsenbrüderschaft Cuxhaven. Im selben Jahr konstituierte sich auch die Lotsenbrüderschaft Hamburg. 1957 vereinigten sich die Lotsenbrüderschaften Hamburg und Cuxhaven zur Lotsenbrüderschaft Elbe in ihrer heutigen Form. 1999 schloss sich diese mit den Cuxhavener Hafenlotsen zur heutigen Lotsenbrüderschaft Elbe zusammen. Alle Lotsungen im Hafen von Cuxhaven werden seitdem von den Elblotsen mit bedient.
Der Hamburger Lotsenchor wurde im Jahr 1996 gegründet. Sowohl Mitglieder der Lotsenbrüderschaft Elbe, als auch der Hafenlotsenbrüderschaft Hamburg sind Mitglieder des Chorensembles.